# رافاييل دي خيسوس راميريز
رافاييل دي خيسوس راميريز (بالإسبانية: Rafael de Jesús Ramírez)‏ هو لاعب كرة قدم مكسيكي، ولد في 4 نوفمبر 1992 في غوادالاخارا في المكسيك. لعب مع نادي تيكوس.

## وصلات خارجية
- رافاييل دي خيسوس راميريز على موقع AS.com (الإسبانية)